# Frothaire de Toul
Pour les articles homonymes, voir Frotaire.
Frothaire (en latin Frotharius) est un évêque de Toul du IXe siècle.

## Biographie
Il passa sa jeunesse à l'abbaye de Gorze, avant d'être nommé abbé de Saint-Èvre près de Toul. Après la mort de l'évêque Unanimic (ou Wannic), Frothaire fut élu à sa succession et consacré par Vulfaire, archevêque de Reims, un 22 mars, en 812 ou (plutôt) 813. Dans les années 830, il réforma l'abbaye de Saint-Èvre et lui assura un patrimoine. Il prit part au concile tenu à Mayence en juin 829 ; à celui qui fut réuni à Thionville en février 835 et où fut décidée la déposition de l'archevêque Ebbon de Reims ; à l'assemblée d'Ingelheim en décembre 840, où l'empereur Lothaire fit rétablir Ebbon sur son siège. En janvier 845, un chorévêque nommé Bérard lui était adjoint. Il mourut un 22 ou un 31 mai, soit en 847, soit en 848. Il fut inhumé dans le cimetière de l'abbaye de Saint-Èvre.
Frothaire est surtout connu pour un corpus de 32 lettres, dont il est soit le rédacteur (22), soit le destinataire (10), dont deux lettres de l'évêque de Langres Albéric, qui a été conservé dans un manuscrit unique du IXe siècle, le BnF lat. 13090 (folios 80 à 91), venant de l'abbaye Saint-Germain-des-Prés. Ces lettres furent éditées pour la première fois par André Duchesne (Historiæ Francorum Scriptores, t. II, 1636, p. 712 sqq.). C'est une correspondance entretenue avec d'autres évêques ou abbés et différents membres du palais impérial.

### Sources
- Karl Hampe (éd.), Frotharii episcopi Tullensis epistolæ, in MGH, Epistolæ Karolini ævi, t. III, 1899 (réimpr. 1978), p. 275-298.
- Michel Parisse (dir.), La Correspondance d'un évêque carolingien. Frothaire de Toul (ca. 813-847), avec les lettres de Theuthilde, abbesse de Remiremont, Paris, Publications de la Sorbonne, 1998 (texte latin, traduction française, et études).